# 保罗·洪伦德
保罗·洪伦德（英語：Paul Hollander，1932年10月3日—2019年4月9日），生于匈牙利布達佩斯，美国社会学家，以对共产主义和左派的批评而闻名。

## 生平
洪伦德在1956年匈牙利革命后来到英国，开始了新的生活。他在英国伦敦经济学院学习了三年，拿到了社会学学士，然后来到美国普林斯顿大学读社会学博士，1963年完成学业，博士论文的题目是“新人及其敌人”，谈的是苏联东欧共产党文学中的新人形象。毕业后他在哈佛大学担任教职多年，1968年他来到麻省大学安姆赫斯特分校社会学系﹐一直工作到退休。

## 著作
- 1973年﹐出版了第一本专著《苏联和美国社会的比较》﹐向西方读者系统展示自由和极权社会的差异。
- 1992年出版了《反美主义﹕国内外的批评﹐ 1965-1990》﹐对世界范围的反美主义情绪和狂热作了系统的分析。
- 1999年洪伦德出版了《政治意志和个人信念—苏联共产主义的衰落和垮台》。
- 2002年洪伦德又出版了《不满﹕后现代和后共产主义》﹐对西方学术界在后冷战时代对自由社会形形色色的不满作了解释。除了这些著作外﹐洪伦德还出版了《社会主义的多重面目》､《对抗性文化的生存》等﹐对所谓社会主义的多样性问题和自由社会中专门以和主流舆论和价值为敌的文化现象作了分析。
- 他最主要的著作是1981年出版的《政治朝圣者——西方知识分子的苏联、中国和古巴之旅》，系统分析了西方左翼知识分子对共产主义极权迷恋的原因。[1][2]